# Viresh Oedietram
Viresh Oedietram (Paramaribo, 8 mei 1992) is een Surinaams zanger en songwriter.

## Biografie
Viresh Oedietram is een van drie zonen van de baithak-gana-zanger Robby Oedietram. Hij werd in 1992 geboren en zong vanaf zijn 14e. Verder heeft hij zeven jaren zangles gevolgd bij Indiaas Cultureel Centrum.
In 2010 deed hij mee aan de Openscholieren zangcontest en won hij de titel van Singer of the Year.  Drie jaar later, stuurde hij het door hem geschreven lied Yakeen op naar het Hindipopfestival en bereikte hiermee in juni 2013 de derde plaats. Het lied gaat over geloof hebben in zichzelf. In deze jaren zong hij ook in muziekformaties van Riaz Ahmadali, zoals Elegance en het Yaadgaar Orchestra.
In 2014 bracht hij het album All Collections of Fary-B & Lil' V uit, waaraan ook de artiesten Donavey, Kayente, Lodilikie en Tjatjie meewerkten. Enkele maanden later lanceerde hij het lied Divali ke roshni, waarvoor hij ook een videoclip opnam.
In 2020 was hij een van de artiesten die werden onderscheiden door de Culturele Unie Suriname. In hetzelfde jaar, tijdens de coronacrisis, startte hij via de social media de music-challenge waarvoor hij ook andere artiesten uitdaagde mee te doen.